# Web directory
Una web directory è un elenco di siti web suddivisi in maniera gerarchica. Una web directory dunque non è né un motore di ricerca né un archiviatore di siti attraverso lo strumento dei tag, ma li raccoglie ed organizza per mezzo di categorie e sottocategorie tematiche.
Una web directory consiste in un portale in cui le risorse sono organizzate per aree tematiche, e vengono presentate come indici o come alberi che si ramificano in nodi più specifici. Tale sistema avviene con la raccolta e l'indicizzazione dell'informazione mediante una classificazione gerarchica, che permette così una sorta di classificazione del web.
Basate sullo stesso concetto vi sono le RSS directory, dove vengono classificati i feed RSS.

## Tipologie
Esistono due modi per trovare le informazioni sul Web: mediante la ricerca o la navigazione. Le directory Web forniscono collegamenti in un elenco strutturato per semplificare la navigazione. Molte directory web combinano la ricerca e la navigazione fornendo a loro volta un motore di ricerca per la ricerca nella directory. A differenza dei motori di ricerca, che basano i risultati su un database di voci raccolte automaticamente dal web crawler, la maggior parte delle directory web vengono create manualmente da redattori umani. Molte directory web consentono ai proprietari di inviare il proprio sito per l'inclusione e gli editori esaminano le richieste di idoneità.
Le directory web possono essere di portata generale o limitate a particolari argomenti o campi. Le voci possono essere elencate gratuitamente o tramite invio a pagamento (il che significa che il proprietario del sito deve pagare per elencare il proprio sito Web).

## Scopo
La maggior parte delle directory sono generali in ambito ed elenchi di siti Web in un'ampia gamma di categorie, regioni e lingue. Ma alcune directory di nicchia si concentrano su regioni limitate, singole lingue o settori specializzati. Un tipo di directory di nicchia con un gran numero di siti esistenti è la directory dello shopping. Gli elenchi di acquisti sono specializzati nella creazione di elenchi di siti di e-commerce al dettaglio .

Logo di DMOZ

Esempi di noti elenchi Web generici sono Yahoo! Directory (chiuso alla fine del 2014) e DMOZ (chiuso il 14 marzo 2017). DMOZ è stato significativo grazie alla sua ampia categorizzazione e al gran numero di elenchi e alla sua disponibilità gratuita per l'uso da parte di altre directory e motori di ricerca.
Tuttavia, il dibattito sulla qualità delle directory e dei database continua ancora, poiché i motori di ricerca utilizzano il contenuto di ODP senza una reale integrazione e alcuni sperimentano utilizzando il Computer cluster.

## Monetizzazione
Le directory hanno varie caratteristiche nei loro elenchi, spesso a seconda del prezzo pagato per l'inclusione:
- Costo
  - Invio gratuito: non sono previsti costi per la revisione e l'elenco del sito
  - Invio a pagamento: viene addebitata una commissione una tantum o ricorrente per la revisione/l'elenco del collegamento inviato
- Nessun seguito : c'è un attributorel="nofollow"associato al collegamento, il che significa che i motori di ricerca non daranno peso al collegamento
- Elenco in primo piano: al collegamento viene assegnata una posizione privilegiata in una categoria (o più categorie) o in altre sezioni della directory, come la home page. A volte chiamato "elenco sponsorizzato".
- Offerta per posizione: i siti vengono ordinati in base alle offerte
- Link di affiliazione: in cui la directory guadagna commissioni per i clienti indirizzati dai siti Web elencati
- Reciprocità
  - Collegamento reciproco: un collegamento alla directory deve essere aggiunto da qualche parte nel sito inviato per essere elencato nella directory. Questa strategia è diminuita in popolarità a causa dei cambiamenti negli algoritmi SEO che possono renderla meno preziosa o controproducente.
  - Nessun collegamento reciproco: una directory web in cui invierai i tuoi collegamenti gratuitamente e non è necessario aggiungere un collegamento al tuo sito web